# Rudolf Kock
Jonas Rudolf Eriksson Kock (Stoccolma, 2 giugno 1901 – 31 ottobre 1979) è stato un calciatore svedese, di ruolo attaccante.
Era soprannominato Putte.

## Carriera

### Nazionale
Il 29 maggio 1919 esordisce contro la Finlandia (1-0). Si rende protagonista dell'Olimpiade di Parigi, durante la quale firma 4 gol, 3 dei quali nella sfida contro il Belgio (1-8).